# Kerkhof van Saint-Léger (Henegouwen)
Het Kerkhof van Saint-Léger is een gemeentelijke begraafplaats in het Belgische dorp Saint-Léger, een deelgemeente van Estaimpuis. Het kerkhof ligt in het dorpscentrum rond de Sint-Leodegariuskerk en wordt grotendeels omgeven door een lage bakstenen muur.

## Britse oorlogsgraven
Naast de zuidwestelijke gevel van de kerk liggen 6 Britse militairen uit de Eerste Wereldoorlog. Zij sneuvelden tijdens het geallieerde eindoffensief van oktober en november 1918.
Daarbij liggen ook 12 Britse slachtoffers uit de Tweede Wereldoorlog. Zij sneuvelden tijdens de Duitse opmars in mei 1940 toen het Britse Expeditieleger zich moest terugtrekken naar Calais.
De graven worden onderhouden door de Commonwealth War Graves Commission waar ze geregistreerd staan onder St. Leger Churchyard.

### Onderscheiden militair
- Spencer George Ford, majoor bij het Royal Berkshire Regiment werd onderscheiden met het Distinguished Flying Cross (DFC).